# 張瀾 (正統進士)
張瀾（1406年—1465年），字道本，四川瀘州人，軍籍，治《書經》。

## 生平
十一月初一日生，行三，由州學增廣生中式四川鄉試第二名舉人，會試中式第二名。年三十七歲中式正統七年（1442年）壬戌科第二甲第十一名進士。八年八月授監察御史。

## 家族
曾祖張義敏；祖張德明；父張子偉；母賀氏。慈侍下，妻歐陽氏，兄張漢；張濬（戶部主事）。